# 斯特羅伯里鎮區 (堪薩斯州華盛頓縣)
斯特羅伯里鎮區（英語：Strawberry Township）為美國堪薩斯州華盛頓縣轄下的鎮區。2010年美国人口普查中此鎮區人口有126人。

## 地理
斯特羅伯里鎮區涵蓋總面積為93.8平方（36.22平方英里），其中陸地面積為93.6平方（36.13平方英里），水域面積為0.23平方（0.09平方英里）或0.25%。

## 人口統計
根據2010年美國人口普查，斯特羅伯里鎮區人口有126人，其中男性有64人，女性有62人，人口密度為每平方公里1.34人，住房計57戶。鎮區內的白人有121人，非裔美國人有5人，美洲原住民有0人，亞裔美國人有0人，太平洋島裔美國人有0人，其他種族有0人，混血種族則有0人。此外鎮區內有1人為西班牙裔或拉丁裔美國人。此鎮區之年齡中位數為38.0歲，而男性年齡中位數為39.5歲，女性年齡中位數為36.0歲。

## 交通

### 主要公路
- 148號堪薩斯州州道